# جنبش بین‌المللی اروپا
جنبش بین‌المللی اروپا (به انگلیسی: European Movement International) یک مجموعهٔ غیردولتی از سازمان‌های عضو؛ و یک جنبش داوطلبانه، برای حمایت از شورای اروپا، اتحادیه اروپا و دیگر همکاری‌های اروپایی است. 
این سازمان در سال ۱۹۴۸م، در لاهه تأسیس شد و بیش از ۳۰ سازمان ملی، در آن عضو هستند. رهبری جنبش، تحت عنوان پرزیدنت، از سال ۲۰۱۷م، به خانم اوا مایدل، اهل بلغارستان و عضو پارلمان اروپا سپرده شده‌است.

## پیشینه
پس از جنگ جهانی دوم، تعدادی از سازمان‌ها در اروپا برای تقویت همکاری بین کشورهای اروپایی به تلاش برخاستند. وینستون چرچیل که یکی از مبتکران ایجاد یک پایگاه مشترک برای سازمان‌های اروپایی، به نام جنبش متحد اروپا بود، به ویژه بر اهمیت این موضوع تأکید داشت.
سازمان‌هایی که در این جنبش شرکت کردند، سرانجام یک مجموعه سازمانی جداگانه، به نام کمیته بین‌المللی مشترک برای اتحاد اروپا، تأسیس کردند. پس از کنگره اروپا در لاهه، در سال ۱۹۴۸م، این مجموعهٔ سازمانی رسماً ثبت شد و نام خود را به جنبش بین‌المللی اروپا، تغییر داد.
از رهبران این سازمان می‌توان به لئون بلوم، ژرژ بیدو و روبر شومان، از کشور فرانسه؛ وینستون چرچیل و دانکن ساندیس، از کشور بریتانیا؛ آلچیده د گاسپری از کشور ایتالیا و پل-هانری اسپاک، از کشور بلژیک، نام برد. 
اولین رهبران جنبش اروپایی ابتکار عمل را به دست گرفتند و از جمله، کالج اروپا را در بروخه تأسیس کردند، که از سال۱۹۹۳م، همچنین شعبه ای در ورشو دارد که در واقع جزئی از جنبش بین‌المللی اروپا نیست.

## هدف و شیوهٔ عمل
هدف جنبش بین‌المللی اروپا، تقویت تعهد و همکاری متقابل در اروپا، به منظور ترویج حقوق بشر، دموکراسی، صلح و توسعه پایدار است. این جنبش همچنین برای مقابله با موج‌های عوام فریبانه و ملی گرایانه در اروپا؛ و تقویت همکاری اروپا، در چالش‌های جهانی مانند محیط زیست و مهاجرت فعالیت می‌کند.
جنبش بین‌المللی اروپا متشکل از سازمان‌های ملی عضو، انجمن‌های بین‌المللی و سایر اعضای حامی است. اینها تحت پوشش چتر هیئت مدیرهٔ تشکیلات اداری جنبش قرار دارند. تشکیلات اداری توسط یک رئیس با عنوان پرزیدنت و شش معاون اداره می‌شود. 
جنبش بین‌المللی اروپا، بزرگترین شبکهٔ سازمان‌های اروپایی است که برای تقویت همکاری در اروپا عمل می‌کند. این جنبش، یک نیروی محرکه مهم در مسیر داشتن حق رأی مستقیم، در پارلمان اروپا، برای همه کشورهای اروپایی بوده‌است.